# Ctenolimnophila venustipennis
Ctenolimnophila venustipennis là một loài ruồi trong họ Limoniidae. Chúng phân bố ở miền Australasia.